# ایپکس لجندز
ایپکس لجندز (انگلیسی: Apex Legends) یک بازی ویدئویی رایگان تیراندازی اول شخص بتل رویال است که توسط رسپاون اینترتینمنت توسعه یافته و به‌وسیلهٔ الکترونیک آرتس منتشر شده است. این بازی در فوریه ۲۰۱۹ برای مایکروسافت ویندوز، پلی‌استیشن ۴ و ایکس‌باکس وان، در مارس ۲۰۲۱ برای کنسول نینتندو سوئیچ، و مارس ۲۰۲۲ برای پلی‌استیشن ۵ و ایکس‌باکس سری اکس/اس عرضه شد. نسخه موبایلی این بازی که مخصوص تلفن هوشمند طراحی شده است با عنوان ایپکس لجندز موبایل در ۲۷ اردیبهشت ۱۴۰۱ (۱۷ می ۲۰۲۲) برای سیستم‌عامل‌های اندروید و آی‌اواس به صورت جهانی در دسترس قرار گرفت.
در این بازی، بتل رویال حداکثر با ۳۰ تیم ۲ نفره یا ۲۰ تیم ۳ نفره در یک سرزمین انجام خواهد شد. در این حالت بازیکنان با جمع کردن تجهیزات از روی نقشهٔ بازی، به رقابت به یکدیگر می‌پردازند. در ماد "Arenas"، بازیکنان به صورت دو تیم سه نفره تقسیم می‌شوند و در یک مسابقه سه در برابر سه، در چند دور با تیم دیگری مبارزه می‌کنند تا برنده مسابقه را مشخص کنند. تیم‌ها زمانی برنده می‌شوند که تیم آنها حداقل ۳ امتیاز داشته باشد و ۲ امتیاز جلوتر باشد.
داستان بازی در جهان علمی-تخیلی عناوین تایتان‌فال و تایتان‌فال ۲ ساخته رسپاون اینترتینمنت قرار دارد.
کار بر روی بازی حدوداً در اواخر سال ۲۰۱۶ و اوایل سال ۲۰۱۷ آغاز شد، این پروژه تا زمان انتشار به صورت مخفی بود. انتشار این عنوان در سال ۲۰۱۹ بسیار غافلگیر کننده بود، زیرا تا آن زمان تصور می‌شد که رسپاون اینترتینمنت در حال کار بر روی قسمت سوم بازی تایتانفال، عنوان اصلی قبلی همین استودیو است.
ایپکس لجندز نظرات مثبتی را از منتقدین دریافت کرد، آنها از گیم پلی، سیستم پیشرفت و ترکیب عناصر از ژانرهای مختلف تعریف و تمجید کردند. برخی آن را رقیبی شایسته برای فورتنایت بتل رویال دانستند، بازی مشابه ای که در سال قبل محبوبیت گسترده‌ای پیدا کرده بود. ایپکس لجندز در پایان هفته اول انتشار بیش از ۲۵ میلیون بازیکن و در ماه اول ۵۰ میلیون بازیکن به دست آورد. طبق گفته الکترونیک آرتس، از ژوئیه ۲۰۱۹، این بازی تقریباً ۸ تا ۱۰ میلیون بازیکن در هفته داشت و تا اکتبر ۲۰۱۹ تقریباً ۷۰ میلیون بازیکن در جهان داشت. و در سال ۲۰۲۱ ریسپاون رسماً اعلام کرد که بازیکنان ایپکس ۱۰۰ میلیون نفر را رد کردند.

## گیم پلی
ایپکس لجندز یک بازی آنلاین چندنفره بتل رویال است که شامل تیم‌های سه نفره از بازیکنان با استفاده از شخصیت‌های از پیش ساخته شده با توانایی‌های متمایز، به نام «لجند»، شبیه به قهرمانان تیراندازی است. از زمان انتشار بازی، حالت‌های جایگزینی معرفی شده‌اند که به تیم‌های تک‌نفره و دو نفره اجازه می‌دهند. بازی رایگان است و از طریق ریزتراکنش و لوت‌باکس‌ها کسب درآمد می‌شود، که به بازیکن اجازه می‌دهد هم پول واقعی و هم ارز درون بازی را برای اقلام آرایشی، مانند لباس‌های Legends و رنگ‌های جدید برای سلاح‌ها خرج کند.
در هر مسابقه معمولاً بیست تیم سه نفره حضور دارند. بازیکنان می‌توانند به دوستان خود در یک تیم ملحق شوند یا می‌توانند به صورت تصادفی با بازیکنان دیگر مطابقت داده شوند. قبل از مسابقه، هر بازیکن در تیم یکی از ۲۵ شخصیت قابل بازی (تا سیزن ۱۹) را انتخاب می‌کند، با این استثنا که هیچ شخصیتی نمی‌تواند بیش از یک بار توسط یک تیم انتخاب شود. هر شخصیت در تیم دارای طراحی، شخصیت و توانایی‌های منحصر به فردی است که سبک‌های بازی متفاوتی را در اختیار تیم قرار می‌دهد. سپس همه تیم‌ها بر روی یک هواپیما قرار می‌گیرند که از روی نقشه بازی عبور می‌کند. یک بازیکن در هر تیم، جامپمستر (jumpmaster) است و با توافق سایر اعضای تیم انتخاب می‌کند که تیم چه زمانی از هواپیما خارج شود و کجا فرود بیاید. با این حال، بازیکنان آزادند که از مسیر تیم منحرف شوند.
هنگامی که بازیکنان بر روی زمین قرار گرفتند، تیم می‌تواند سلاح، زره و سایر تجهیزاتی را که در اطراف ساختمان‌ها پراکنده شده‌اند یا در جعبه‌هایی که به‌طور تصادفی در اطراف نقشه توزیع شده‌اند، جست‌وجو کند و در عین حال مراقب دیگر جوخه‌ها باشد. ایپکس لجندز شامل یک «سیستم پینگ» ارتباط غیرکلامی است که به بازیکنان اجازه می‌دهد تا از کنترلر بازی خود برای برقراری ارتباط با گروه خود جهت‌ها، مکان‌های سلاح، دشمنان و استراتژی‌های پیشنهادی استفاده کنند. در حالی که بازی گزینه‌های حرکتی مشابه سایر شوترها را ارائه می‌کند، برخی از ویژگی‌های گیم‌پلی بازی‌های قبلی تایتان‌فال، مانند توانایی بالا رفتن از دیوارهای کوتاه، سر خوردن از سطوح شیب‌دار و استفاده از خطوط زیپ برای پیمایش سریع یک منطقه را در خود دارد.
با گذشت زمان، منطقه امن بازی در اطراف نقطه‌ای که به‌طور تصادفی انتخاب شده روی نقشه کاهش می‌یابد. بازیکنان خارج از منطقه امن آسیب می‌بینند و به مرور از میزان سلامتی آنان کم می‌شود و اگر به موقع به منطقه امن نرسند ممکن است بمیرند. این همچنین جوخه‌ها را به فضاهای کوچکتر محدود می‌کند تا اجباراً برخورد کنند. آخرین تیم با اعضایی که زنده مانده‌اند، عنوان "Apex Champions" آن مسابقه را به خود اختصاص می‌دهند. بازیکنانی که در طول یک بازی ناک داون می‌شوند می‌توانند توسط هم تیمی‌های خود احیا (revive) شوند. اگر بازیکنی به‌طور کامل کشته شود، اگر عضو یا اعضای تیمشان بنر رسپاون خود را که در محل مرگشان ظاهر می‌شود جمع‌آوری کرده و آن را به یکی از چندین بیکن منطقه بازی بیاورند (یا به وسیله mobile respawn beacons)، می‌توانند به بازی برگردند. با این حال، بنر باید در یک محدودیت زمانی، قبل از انقضا و حذف کامل بازیکن، جمع‌آوری شود.
فصل ۹ یک حالت دائمی جدید به نام "Arenas" را معرفی کرد. در این حالت، بازیکنان به صورت تیم‌های سه نفره تشکیل می‌شوند و در یک مسابقه ۳ به ۳ در یک سری راند دث‌مچ با تیم دیگری مبارزه می‌کنند تا برنده مسابقه را مشخص کنند. تیم‌ها زمانی برنده می‌شوند که تیم آن‌ها حداقل ۳ امتیاز داشته باشد و ۲ امتیاز جلوتر باشد. علاوه بر این، اگر بازی به مرحله ۹ کشیده شود (جایی که هر دو تیم ۴ امتیاز دارند)، آخرین مرحله، یعنی تساوی‌شکنی آغاز می‌شود. رسپاون اظهار داشت که این سیستم امتیازدهی "از طولانی شدن بازی‌ها جلوگیری می‌کند" و همچنین "به بازی‌های رقابتی بیشتر اجازه می‌دهد تا رقابت را برای مدت طولانی‌تری حفظ کنند". بازیکنان به جای فرود روی نقشه و جمع‌آوری تجهیزات مانند حالت بتل رویال، در یک «فروشگاه» قرار می‌گیرند که در آنجا می‌توانند تجهیزات و توانایی‌های Legend خود را با استفاده از امتیازات به‌دست‌آمده در راندهای قبلی برای آماده شدن برای مبارزه بعدی خریداری کنند.
حالت Arenas در فصل ۱۶ از بازی حذف شد و حالت Mixtape Playlist جایگزین آن شد. این حالت خود شامل چندین حالت مختلف است که هر ۱۵ دقیقه یکبار عوض می‌شود. این حالت‌ها شامل سه حالت Control, Gun Run، و دث‌مچ تیمی است که در آینده ممکن است حالت‌های دیگری نیز به آن‌ها اضافه شوند.

## فصل‌ها
| سیزن | عنوان           | مدت زمان                          | توضیحات |
| ---- | --------------- | --------------------------------- | --- |
| ۱    | Wild Frontier   | ۱۹ مارس ۲۰۱۹ – June 18, 2019      | فصل اول Apex Legends یک شخصیت جدید به نام Octane معرفی کرد و شامل چندین رفع اشکال و بهبود کیفیت بازی، از جمله تنظیمات به اصطلاح "Hitboxes" (یک منطقه از پیش تعریف شده آسیب‌پذیر است که برای هر Legend منحصر به فرد است، بر اساس اندازه و شکل آنها) و همچنین مهارت‌های منحصر به فرد شخصیت‌های بازی. فصل ۱ همچنین اولین بتل پس بازی و تعداد زیادی آیتم جدید را به همراه داشت. |
| ۲    | Battle Charge   | ۲ ژوئیه ۲۰۱۹ – October 1, 2019    | با فصل ۲، سازندگان شخصیت قابل بازی دیگری به نام Wattson را معرفی کردند و همچنین طرح جزیره (مپ) بازی (Kings Canyon) را دوباره طراحی کردند. پس از یک انفجار (در تریلر فصل نشان داده شده است)، حیات وحش بیگانه در حال پرسه زدن، معروف به لویاتان‌ها و فلایرها، به جزیره جذب شده و مناطق وسیعی را ویران کرده‌اند و بخش‌هایی از نقشه را نسبت به فصل قبل غیرقابل تشخیص کرده‌اند. فصل ۲ همچنین یک سلاح جدید به اسم L-Star LMG را منتشر کرد و یک حالت رتبه‌بندی جدید از بازی را معرفی کرد که به بازیکنانی با مهارت مشابه اجازه می‌داد در مقابل یکدیگر بازی کنند و رتبه بازیکنان را بر اساس عملکرد بازی آنها تنظیم کنند. |
| ۳    | Meltdown        | ۱ اکتبر ۲۰۱۹ – February 4, 2020   | لجند جدیدی به نام Crypto معرفی شده است که سعی کرد در بازی‌های Apex تقلب کند (در داستان بازی). سلاح جدیدی به نام Charge Rifle اضافه شد و تغییراتی در Ranked ایجاد شد. این فصل همچنین با یک بتل پس کاملاً جدید همراه است. یک نقشه (مپ) کاملاً جدید به نام "World's Edge" نیز معرفی شده است که بازیکنان را از طریق مناظر آتشفشانی و یخ زده می‌جنگند. این نقشه همچنین شامل قطاری است که در سراسر World's Edge حرکت می‌کند. فصل همچنین با حذف برخی پیوست‌ها و معرفی موارد جدید، متا را تغییر می‌دهد و در عین حال آنچه آیتم‌های فعلی می‌توانند انجام دهند را تغییر می‌دهند. |
| ۴    | Assimilation    | ۴ فوریه ۲۰۲۰ – May 12, 2020       | یک لجند جدید به نام Revenant معرفی می‌شود، شبیه‌سازی رباتی یک انسان با خاطرات انسانی خودش. یک سلاح تک تیرانداز جدید به نام Sentinel اضافه شده است. World's Edge توسط یک Harvester که در وسط نقشه ظاهر شده است، ویران می‌شود و گسل‌های گدازه ای ایجاد می‌کند و محیط را تغییر می‌دهد. تغییرات عمده‌ای در رتبه‌بندی ایجاد شد و یک ردیف جدید به نام رده "Master" معرفی شد، در حالی که ردیف Apex Predator برای ۵۰۰ بازیکن برتر در هر پلتفرم است، به این معنی که بازیکنان می‌توانند از آن خارج شوند. |
| ۵    | Fortune's Favor | ۱۲ مه ۲۰۲۰ – August 18, 2020      | در این سیزن Loba معرفی می‌شود، یک دزد (در داستان بازی) با توانایی سرقت غارت از مناطق اطراف و دوربرد. لوبا برای انتقام از Revenant، یک قاتل شبیه‌ساز که پدر و مادرش را کشته است، آماده است (در داستان بازی). سیزن ۴ تا حد زیادی مشابه سیزن ۳ است و اتصال مجدد اضافه شده است که به بازیکنان امکان می‌دهد در صورت قطع ارتباط اینترنت مجدداً به بازی قبلی خود بپیوندند. یک سیستم جدید "کوئست" نیز معرفی شده است که به بازیکنان اجازه می‌دهد تا در ماموریت‌های PvE به صورت انفرادی یا با یک تیم مبارزه کنند تا جوایز منحصر به فردی کسب کنند. بتل پس جدید نیز معرفی شده است. Respawn Entertainment اعلام کرد که سرورهای Apex خود را به خاورمیانه گسترش خواهد داد. Skull Town و Thunderdome در مپ ''Kings Canyon'' نیز تخریب شده‌اند.               |
| ۶    | Boosted         | ۱۸ اوت ۲۰۲۰ – November 4, 2020    | یک لجند جدید به نام Rampart معرفی می‌شود، یک تعمیرکار اسلحه که می‌تواند یک مینی تفنگ را که او آن را "Sheila" می‌نامد قرار دهد و پوششی قوی برای تیم خود فراهم کند. World's Edge با نقاط مورد علاقه جدید (POI) ساخته شده توسط صنایع هموند به روز می‌شود (در داستان بازی): سایت راه اندازی، شمارش معکوس، و مرحله. یک بتل پس جدید اضافه شده است که شامل یک جایزه تزیینی جدید از "Holo-Sprays" است، یک مکانیک جدید به بازیکنان اجازه می‌دهد تا تجهیزات خود را با مواد موجود در اطراف نقشه ارتقا دهند. همچنین از بازی تایتان فال ۲، گان جدید به نام Volt SMG به بازی اضافه شد. علاوه بر این، تمام زره (شیلد )های معمولی (به جز زره طلایی) از بازی حذف شده و جای خود را به evo شیلدها (زره‌هایی که بازیکن با آسیب زدن سطح آن را بالا می‌برد) دادند. |
| ۷    | Ascension       | ۴ نوامبر ۲۰۲۰ – February 2, 2021  | Horizon معرفی می‌شود، یک اخترفیزیکدان که به مدت ۸۷ سال در لبه یک سیاهچاله به دام افتاده بود. یک نقشه کاملاً جدید به نام Olympus نیز معرفی شده است که به عنوان "شهری در ابرهاً شناخته می‌شود. نقشه جدید همچنین به بازیکنان اجازه می‌دهد تا با استفاده از "Tridents" که نوعی وسیله نقلیه برای کل تیم است، از آن عبور کنند. یک بتل پس جدید اضافه شده است، "باشگاه‌هاً نیز اضافه شده‌اند تا بازیکنان بتوانند با دیگر بازیکنان همفکر خود ملاقات کنند، و لانچ فصل ۷، Apex Legends را به Steam می‌آورد. این فصل همچنین چرخش نقشه را به حالت عادی بازی معرفی کرد که در نتیجه Kings Canyon برای فصل غیرقابل بازی شد. |
| ۸    | Mayhem          | ۲ فوریه ۲۰۲۱ - May 4, 2021        | یک لجند جدید به نام Fuse معرفی می‌شود، یک روان‌شناس که پس از پیوستن سیاره‌اش، سالوو (Salvo)، به سندیکا (Syndicate)، به بازی‌های Apex پیوست. تفنگ جدیدی به نام 30-30 Repeater معرفی شد که یک تفنگ اهرمی است. سیستم رتبه‌بندی شده تغییرات متعددی را دریافت کرده است، از جمله افزایش تعداد افراد در رتبه Apex Predator در هر پلتفرم از ۵۰۰ به ۷۵۰ بازیکن. و Kings Canyon نیز دوباره به چرخش نقشه معرفی شده است، البته نسبت به ظاهر قبلی خود در چرخش تغییر کرده است. این تغییرات شامل اضافه کردن یک منطقه غیرقابل بازی در شمال است. اتچمنت extended mag طلایی نیز معرفی شده است که به‌طور خودکار پس از چند ثانیه اسلحه شما را مجدداً بارگیری می‌کند.                                                                                              |
| ۹    | Legacy          | ۴ مه ۲۰۲۱ – August 3, 2021        | لجند Valkyrie، دختر خلبان وایپر شناخته شده از Titanfall 2 معرفی می‌شود. اسلحه جدیدی به نام Bocek Bow معرفی می‌شود که نوعی کمان است و به جای انواع گلوله‌های معمول، تیرها را پرتاب می‌کند. یک بتل پس جدید معرفی می‌شود و المپوس با رشد و ریشه‌های گیاهی طبیعی آلوده می‌شود. فصل جدید همچنین حالت جدیدی به نام "Arenas" را معرفی می‌کند. |
| ۱۰   | Emergence       | ۳ اوت ۲۰۲۱ - November 2, 2021     | Seer معرفی می‌شود که در نتیجه یک فال بد توسط جامعه خود دوری گزیده شد. اسلحه جدیدی به نام Rampage LMG معرفی شد. یک بتل پس جدید معرفی می‌شود و World's Edge به‌روزرسانی می‌شود و چندین مکان در نتیجه Harvester نابود می‌شوند. فصل جدید همچنین یک مود رنک از Arenas را معرفی می‌کند. |
| ۱۱   | Escape          | ۲ نوامبر ۲۰۲۱ – February 8, 2022  | یک لجند به نام Ash معرفی می‌شود، شخصیتی که قبلاً یکی از آنتاگونیست‌های اصلی Titanfall 2 و در ایپکس لجندز announcer حالت Arenas بود. یک سلاح جدید، C.A.R. SMG معرفی شد که اسلحه ای در اصل از Titanfall 2 است. نقشه جدید بتل رویال استوایی به نام Storm Point معرفی شده است. یک بتل پس جدید همراه با تغییراتی در نحوه عملکرد سیستم رتبه‌بندی معرفی شده است. |
| ۱۲   | Defiance        | ۸ فوریه ۲۰۲۲ – May 10, 2022       | Mad Maggie معرفی می‌شود، دوست قدیمی فیوز، مسئول تخریب نقشه فصل ۸ و برای مدت کوتاهی بازی‌های Apex را در اختیار گرفت. فصل با یک دوره سه هفته ای از یک مود محدود به نام "کنترل" آغاز می‌شود، یک حالت 9v9 که در آن بازیکنان باید نقاط کنترل بازی را در اختیار بگیرند. Olympus نقشه ای است که به روز رسانی نیز دریافت می‌کند. فصل همچنین در سومین سالگرد آغاز می‌شود، جایی که بازیکنان می‌توانند بسته‌های ویژه‌ای بر اساس لجندهای مختلف دریافت کنند. |
| ۱۳   | Saviors         | ۱۰ مه ۲۰۲۲ – August 9, 2022       | لجند جدیدی به نام Newcastle معرفی می‌شود که به عنوان برادر گمشده بنگلور، جکسون شناخته می‌شود. مپ جدید Storm Point معرفی می‌شود، جایی که یک موجود دریایی که توسط تمام لجندها کشته شده است (در تریلر اول فصل)، و همچنین در نقشه پناهگاه‌های جدید IMC Armory گنجانده می‌شود، که در آن تعدادی ربات قرار دارد و پس از نابود کردن آنها می‌تواند لوت سطح بالایی را فراهم کند. سیستم رنک هم دچار تغییر می‌شود، جایی که بیشتر روی بازی تیمی تمرکز دارد. در حال حاضر به بازیکنان تیم امتیاز داده می‌شود حتی اگر آنها kill یا assist نداشته باشند. همچنین پلیرها می‌توانند دچار سقوط در مرتبه رنک شوند |
| ۱۴   | Hunted          | ۹ اوت ۲۰۲۲ – November 1, 2022     | لجند جدیدی به نام Vantage معرفی می‌شود که از توانایی‌های مناسب برای بازیکنان تک تیرانداز استفاده می‌کند. King's Canyon نقشه‌ای خواهد بود که یک به‌روزرسانی «بازسازی‌شده» دریافت می‌کند. مکان‌های مختلف دیگر در اطراف King's Canyon به درستی برای چرخش بهتر به روز شده‌اند. همچنین سطح سقف لول افزایش یافته است، از سطح ۵۰۰ به سطح ۲۰۰۰، که در آن زمانی که بازیکن به ۵۰۰ رسید، می‌تواند به سطح ۱ برگردد و دوباره پیشرفت کند. یک حالت موقتی جدید به نام Gun Run هم معرفی شده است که در آن بازیکنان در ۴ تیم با کشتن حریف اسلحه جدید به دست می‌آورند و در آخر با نوعی چاقوی پرتابه ای به نام Throwing Knife که مخصوص این حالت است باید دشمن را بکشند تا پیروز شوند (مشابه حالت Arms Race در CSGO)                                                   |
| ۱۵   | Eclipse         | ۱ نوامبر ۲۰۲۲ – February 14, 2023 | لجند جدیدی به نام Catalyst معرفی می‌شود که از ماده ای برای ایجاد ساختارها به دلخواه خود استفاده می‌کند. مپ جدیدی به نام Broken Moon منتشر شد که دارای ویژگی متمایز استفاده از زیپ ریل برای عبور از نقشه است. سیستم gift هم اضافه شده است تا بازیکنان بتوانند آیتم‌ها را به دوستان خود هدیه دهند. |
| ۱۶   | Revelry         | ۱۴ فوریه ۲۰۲۳ – May 9, 2023       | برای اولین بار از زمان عرضه بازی، یک Legend جدید در فصل جدید به بازی معرفی نشده است، در عوض از این فصل دسته‌بندی شخصیت‌ها تغییر می‌کند و به هر دسته قابلیت‌های مخصوصی داده می‌شود. همچنین یک سیستم مسابقه جدید معرفی می‌شود. در حالی که حالت Arenas از بازی حذف می‌شود، Team Deathmatch (TDM) به عنوان حالت جدید در دسترس خواهد بود که در یک لیست پخش دائمی جدید "Mixtape Playlist" در کنار Control و Gun Run در دسترس خواهد بود. یک سلاح کاملاً جدید به نام Nemesis اضافه شده است و یک بازسازی از لجندهای مختلف و کلاس‌های آنها اجرا می‌شود. |
| ۱۷   | Arsenal         | ۹ مه ۲۰۲۳ – August 8, 2023        | یک به‌روزرسانی بزرگ نقشه به World's Edge به همراه یک لجند جدید مبتنی بر سلاح به نام Ballistic اضافه شده است. به‌روزرسانی بزرگ سیستم رنک اجرا شده و یک firing range کاملاً جدید و تکامل یافته در دسترس است. یک سیستم پیشرفت سلاح مورد انتظار اضافه شده است، که پس از انجام موفقیت‌آمیز چالش‌های ویژه، به بازیکنان هدایای ویژه پاداش می‌دهد. برای تفنگی که بازیکن چالش‌ها را برای آن کامل کرد. سطح سلاح بعد از اتمام فصل ریست نمی‌شود. یک آیتم Survival جدید، Evac Tower، یک برج پرتاب قابل حمل نیز به بازی اضافه شده است. |
| ۱۸   | Resurrection    | ۸ اوت ۲۰۲۳ – October 31, 2023     | هیچ معرفی جدیدی از Legend وجود ندارد. در عوض، Revenant، یک لجند موجود، تحت یک بازسازی کامل از توانایی‌ها و ظاهر خود قرار می‌گیرد. Mixtape اکنون نقشه‌های Control, Team Deathmatch و Gun Run را در نقشه بتل رویال Broken Moon ارائه می‌دهد. نقشه کنترل در Production Yard است، در حالی که نقشه TDM/Gun Run روی Perpetual Core (یا به سادگی The Core) است. فصل با Death Dynasty Collection Event, آغاز می‌شود، جایی که جایزه نهایی، ریکالر هرلوم برای Revenant است. علاوه بر این، Charge Rifle تحت تنظیمات عمده ای قرار می‌گیرد، با حذف ویژگی‌های لیزر قبل از شلیک و ضربه اسکن، و تبدیل آن به یک سلاح پرتابه انجام شده است، و آسیب به میزان قابل توجهی افزایش یافته است.                                                                       |
| ۱۹   | Ignite          | October 31,2023 – ۱۳ فوریه ۲۰۲۴   | شخصیت جدیدی به نام Conduit معرفی شده است که یک شخصیت Support است. نقشه Storm Point دچار تغییرات زیادی شده است. در یک طوفان که به وقوع پیوست بخش‌های زیادی از نقشه تخریب شده‌اند و همچنین بخش‌هایی بازسازی شده‌اند. اندازه کلی نقشه هم کوچکتر شده است. سیستم رنک هم دچار تغییر شده و در آن چالش‌هایی قرار گرفته تا بازیکنان با انجام آن رتبه خود را تثبیت کنند. قابلیت پیشرفت بین پلتفرمی که مورد درخواست بازیکنان بود اضافه شد تا بازیکنانی که با پلتفرم‌های مختلف بازی می‌کنند بتوانند در همه دستگاه‌ها پیشرفت خود را ذخیره کنند. همچنین تغییراتی در شخصیت‌ها و اسلحه‌ها و آیتم‌های بازی ایجاد شده است تا بازی را متعادل تر کند. |

## شخصیت‌ها
در این بازی، هر لجند دارای سه قابلیت می‌باشد: اولین قابلیت که همیشه همراه هر لجند است و نیازی به فعال کردن ندارد passive نام دارد. دومین قابلیتی که به صورت معمول از آن استفاده می‌شود و معمولاً قدرت بیشتری از passive دارد، tactical است که بعد از هر بار استفاده، مدتی طول می‌کشد تا دوباره قابل استفاده باشد؛ و سومین قابلیت هر لجند ultimate نام دارد که از سایر قابلیت‌ها قدرتمندتر است و مدت زمان بیشتری نسبت به tactical نیاز دارد تا مجدداً قابل استفاده باشد. هر لجند داستان و زندگی مخصوص به خود را دارد که در سایت رسمی اپکس قابل خواندن است
- Lifeline:همانند هر لجند یا اسطوره در بازی‌های اپکس، لایف لاین هم سه قدرت بخصوص دارد. اولین قدرت او(passive)این است که هنگامی که هم تیمی او down می‌شود، احیا (ریوایو) کردن او به صورت خودکار توسط یک ربات پهپاد انجام می‌شود باعث می‌شود لایف لاین در حین revive بتواند حرکت و تیراندازی کند. دومین قدرت او (tactical) این است که یک drone به اسم D.O.C دارد. این drone توانایی شفا و heal دادن دارد که بعداز ۲۰ ثانیه دیگر توانایی استفاده از drone را از دست داده و D.O.C نا پدید می‌شود. قدرت آلتیمیت او که باید شارژ شود یک Lifeline package است که ظاهری همانند care package دارد.
- Pathfinder:یک ربات دوست داشتنی که شخصیت بسیار زیبایی دارد که برای پیدا کردن سازندهٔ خود به بازی‌های اپکس آمده است. قدرت passive او این است که پس از اسکن کردن نقاط مشخصی از مپ با استفاده از دستگاهی به نام survey beacon و اطلاع از منطقه مپ بعدی، مقداری از قدرت ultimate او هم پر می‌شود. قدرت tactical او یک طناب است به نام grapple که با این توانایی می‌تواند به بالای صخره‌ها یا ساختمان‌های غیرقابل دسترس برود. قدرت ultimate این لجند یک zipline است که نسبت به grapple خود، هم تیمی‌ها و دشمنان هم می‌توانند از آن استفاده کنند و دارای طول بیشتری نیز است که می‌تواند با آن به نقاط غیرقابل دسترس بروید.
- Gibraltar: در حال نشانه‌گیری (aim)، جیبرلتر یک سپر محافظ جلوی خودش می‌سازد که مقداری از دمیج تیر دشمنان را کم می‌کند. (passive) / یک حباب درست می‌کند که نقش سپر بزرگی را دارد و از افرادی که درون آن هستند در برابر حملات دشمنان محافظت می‌شوند. (tactical) / درخواست پشتیبانی هوایی و موشکی را می‌کند که یک منطقه خاص را مورد هدف قرار می‌دهد (ultimate)
- Wraith: در زمانی که او در خطر است به او هشدار داده می‌شود مثلاً هنگام نشانه گرفته شدن توسط دشمنان یا پرتاب نارنجک به سمت او یا در هنگام ورود به اتاق تله گذاری شده توسط لجندهای دشمن (passive) / ریث برای چند ثانیه نامرئی و ضدضربه می‌شود (tactical). / ریث یک پورتال ایجاد می‌کند که به کمک آن دو نقطهٔ متفاوت از مپ بهم متصل می‌شوند. او و دیگر هم‌تیمی‌هایش و همچنین دشمنان می‌توانند از آن برای مدتی کوتاه استفاده کنند و بین آن دو نقطه جابجا شوند (ultimate).
- Bangalore: وقتی که به بقیه شلیک می‌کند یا به سمت‌اش شلیک می‌شود، سرعت حرکتش هم افزایش پیدا می‌کند (passive) / این قابلیت به اجازه می‌دهد تا یک ابر دودی را شلیک کنید که یک منطقه را در برمی‌گیرد و امکان اختفای بقیهٔ بازیکنان، چه هم‌تیمی‌ها و چه دشمنان را فراهم می‌آورد (tactical). / بانگالور این امکان را دارد تا با استفاده از قابلیت اصلی‌اش، درخواست پشتیبانی هوایی و موشکی را کند که یک منطقه خاص را مورد هدف قرار می‌دهد. (ultimate)        [تفاوت آن با Gibraltar این است که قابلیت ultimate جیبرلتر ، برد کمتر اما دقیق تر و دمیج بیشتری نسبت به قابلیت ultimate بانگالور دارد]
- bloodhound: بلادهاوند روی زمین رد پاهای دشمنانی که به تازگی از آن منطقه عبور کرده‌اند را می‌بیند. (passive). / می‌تواند قسمت کوچکی از نقشه را اسکن کند، و به این ترتیب دشمنان از پشت دیوارها هم معلوم می‌شوند. (tactical). /این قابلیت به بلادهاوند اجازه می‌دهد تا وارد یک حالت جنون شود، که این به او اجازه می‌دهد تا سریع‌تر حرکت کند و دشمنان در این حالت برای او با رنگ دیگری مشخص می‌شوند. (ultimate)
- Caustic: کاستیک می‌تواند دشمنانی که در گاز Nox (محفظهٔ حاوی گاز سمی) او گیر افتاده‌اند را ببیند (passive). / کاستیک یک محفظهٔ حاوی گاز را روی زمین می‌اندازد، که با شلیک کردن به آن یا نزدیک شدن دشمنان به این تله، یک ابر سمی ایجاد می‌شود که باعث دمیج خوردن و کند شدن حرکت دشمنان می‌شود. همچنین باعث افت دید هم می‌شود. / کاستیک یک نارنجک حاوی گاز Nox پرتاب می‌کند که یک منطقهٔ بزرگ را سمی می‌کند. (ultimate)
- میراژ: وقتی که او down شده است، او یک بدل (holographic decoy) از خودش را در همان نزدیکی ایجاد می‌کند که برای ۵ ثانیه باعث نامرئی شدن‌اش می‌شود. همچنین در هنگام Respawn و Revive هم تیمی‌های خود، نامرئی می‌شود. (passive) / میریج یک کپی هولوگرافیک از خودش را ایجاد می‌کند که به سمت دشمن می‌دود و می‌تواند باعث سردرگمی آن دشمن شود. (tactical) / این قابلیت همانند tactical است با این تفاوت که در قابلیت tactical یک کپی از خود می‌سازد در حالیکه در ultimate چندین کپی هولوگرافیک از خود می‌سازد. (ultimate).
- اکتان: سلامتی (Health) اکتین به‌مرور زمان بهبود می‌یابد. (نکته: باید دمیج نخورید تا سلامتی بهبود یابد) (passive) / با تزریق یک آمپول سرعت او سریع‌تر می‌شود با این حال مقدار کمی از سلامتی او کم می‌شود. (tactical) / پرتاب یک صفحه که با با آمدن به‌روی آن به سمت بالا پرتاب می‌شوید. (ultimate)
- Wattson: با استفاده از یک ultimate accelerant، همه قابلیت ultimate پر می‌شود. (passive) / این قابلیت به شما امکان می‌دهد که دیواره‌هایی الکتریکی را ایجاد کنید و به دشمنانی که از آن عبور می‌کند تأثیری همانند Arc Star (با آسیب کمتر) می‌دهد. (tactical) / این قابلیت شیلدهای هم‌تیمی‌ها و خودتان و حتی دشمنان را شارژ می‌کند و از پرتاب نارنجک و آلتیمیت در محدوده آن جلوگیری می‌کند. (ultimate)
- Crypto: زمانی که دارید از پهباد (Drone) خود استفاده می‌کنید، دشمنان تا فاصله ۳۰ متری از شما علامت گذاری شده و به هم تیمی‌های شما نیز اطلاع داده می‌شود و قابل رویت است. (passive) / این قابلیت به شما اجازه می‌دهید که اسکن منطقه‌ای انجام داده و از مکان دشمنان آگاه‌تان کند. (tactical) / با منفجر شدن EMP دشمنان کُند شده، شیلدشان کم می‌شود و از مهم‌تر تله‌های کاستیک و واتسون نیز از بین می‌رود پس دیگر نگرانی برای کمپ کردن دشمنان در یک خانه و تله‌گذاری‌شان نخواهید داشت. (ultimate)
- Revenant
- Loba
- Rampart
- Horizon
- Fuse
- Valkyrie
- Seer
- Ash
- Mad Maggie
- Newcastle
- Vantage
- Catalyst
- Ballistic
- Conduit

هنگامی که لجندی به نام Forge را برای فصل ۴ معرفی کردند، Respawn بازیکنان خود را فریب داد. آنها در مجموعه سری داستان‌های "Stories from the Outlands" نشان دادند که در دنیای اپکس لجندز، این شخصیت قبل از ورود به مسابقات در هنگام یک مصاحبه زنده تلویزیونی توسط Revenant به قتل رسید تا به جای او روننت فصل چهارم حضور یابد.

### لیست جوایز
- بهترین بازی شوتر اول شخص ۲۰۱۹ (PC GAMER)
- بهترین بازی شوتر ۲۰۱۹ (IGN)
- بهترین بازی چند نفره 2019 (THE GAME AWARDS)
- بهترین بازی چند نفره ۲۰۲۰ (BEFTA GAMES AWARDS)
- بهترین بازی چند نفره 2019 (THE GOLDEN JOYSTICKS)